# OpenGL Architecture Review Board
Pour les articles homonymes, voir ARB.
L'OpenGL Architecture Review Board (ARB) est un consortium qui, entre 1992 et 2006, encadre les spécifications d'OpenGL.
Il a été formé en 1992 et défini les tests de conformité pour valider les spécifications d'OpenGL et continue de mettre à jour les standards.
Le 31 juillet 2006, le contrôle d'OpenGL a été transféré au groupe Khronos.
Les membres collaborant à ce projet sont nombreux dont 3Dlabs (en), Apple, ATI, Dell, IBM, Intel, NVIDIA, SGI et Sun Microsystems.
Microsoft était intégré au projet mais a décidé de le quitter en mars 2003.